# Carlo Bergamini (marino)
Carlo Bergamini (San Felice sul Panaro, Italia, 24 de octubre de 1888-Mar Mediterráneo, 9 de septiembre de 1943) fue un marino italiano (Almirante de Armada) perteneciente a la Regia Marina.

## Biografía
Bergamini nació en 1888 en el pueblo de San Felice sul Panaro, un municipio situado en el territorio de la Provincia de Módena, en Emilia-Romaña, (Italia) en el seno de una familia con tradiciones militares. Su niñez y adolescencia la vivió en el puerto de Bari.
Ingresó a la Regia Marina en 1905 y en 1908 ascendió como guardiamarina y participó en la Guerra ítalo-turca como oficial en el crucero RN Vettor Pisani.
Participó en la Primera Guerra Mundial al bordo del Crucero ligero Pisa como jefe artillero y en 1918 tuvo un destacado desempeño frente a las costas de Albania por lo que fue condecorado.

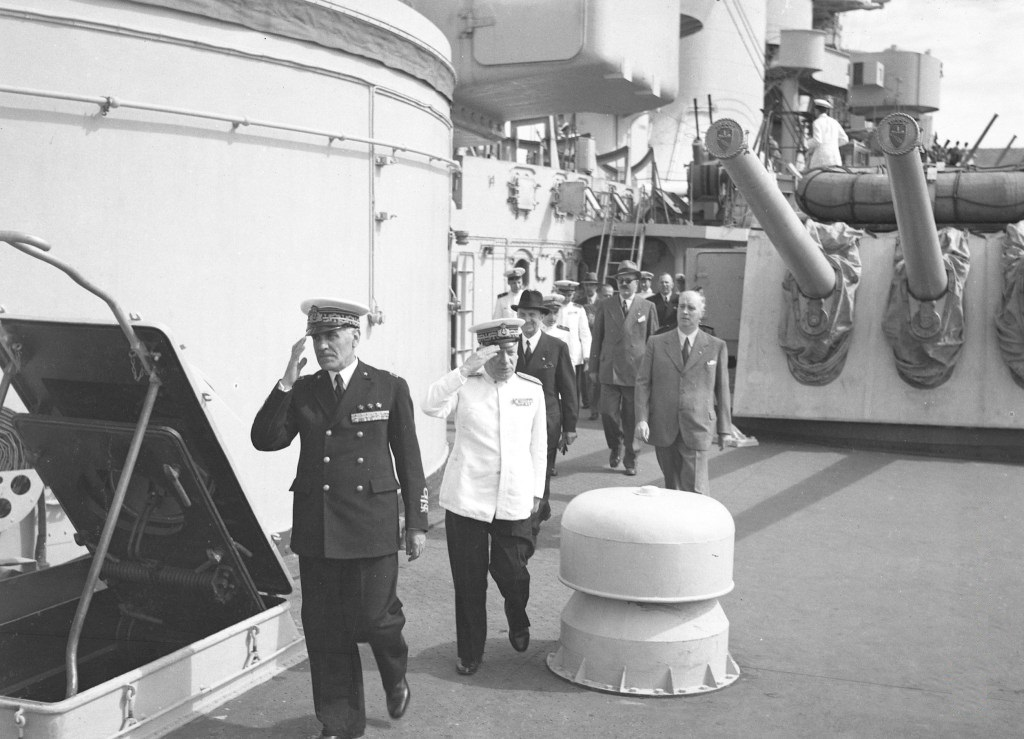
Almirante Carlo Bergamini conduce visitas a bordo del nuevo acorazado RN Roma (junio 1943)

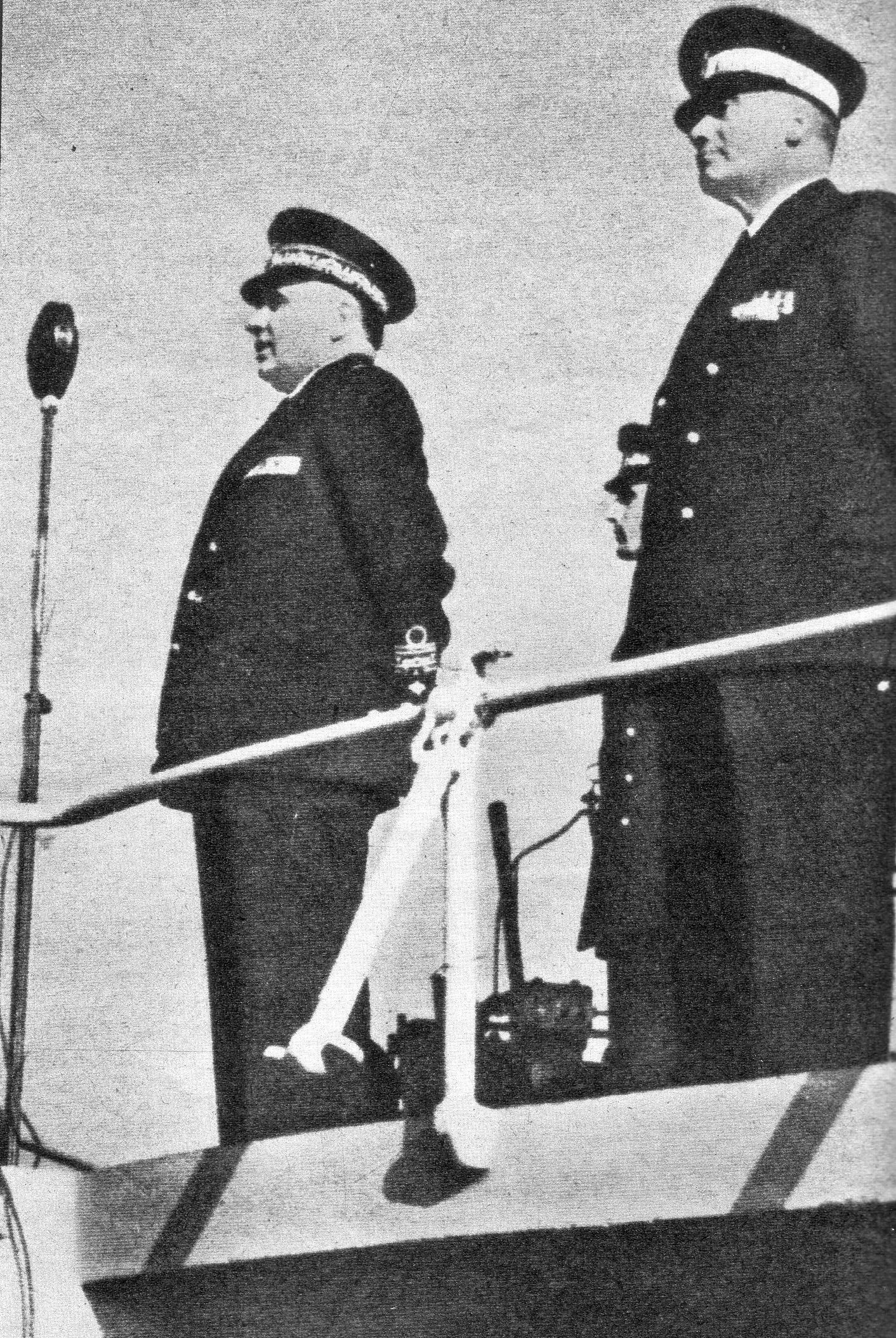
Último discurso del almirante Bergamini a bordo del acorazado Roma (8-09-1943)

Su primer mando fue el del destructor Giacinto Carini . En la entreguerras, ascendió al rango de Almirante de división (Ammiraglio di Divisione)  e hizo una contribución notable al diseño del sistema de control director artillero adoptado luego en los principales buques de guerra italianos.

### Segunda Guerra Mundial
En los inicios de la Segunda Guerra Mundial, Mientras Italia permaneció neutral, Bergamini comandó la 4.ª y luego la 9.ª División Naval. 
Más tarde se convirtió en el jefe de Estado Mayor de la 1.ª. escuadra naval. Participó en la Batalla del Cabo Spartivento (conocida en Italia como la Batalla del Cabo Teulada) a bordo del acorazado Vittorio Veneto. 
Después de un breve tiempo en el alto mando italiano, fue nuevamente nombrado comandante de la 9.ª División Naval (buque insignia Vittorio Veneto) y luego de la 5.ª División Naval (buque insignia Duilio).
El 5 de marzo de 1943 asumió el mando de la escuadra naval  (Squadra Navale) (toda la flota italiana), en sustitución del almirante Angelo Iachino.
En las primeras horas del 8 de septiembre de 1943, la flota fue preparada para oponerse al desembarco aliado en Salerno; más tarde esa noche, se le comunicó acerca del armisticio italiano. Se le ordenó zarpar con su flota y llegar a Túnez controlado por los aliados partiendo del puerto de La Spezia , hacia la base naval controlada por los italianos en el puerto de La Maddalena para entregar sus unidades a los aliados.
El 9 de septiembre de 1943 en alta mar, Bergamini recibió la noticia de que La Maddalena había caído en manos de los alemanes. La flota entonces se dirigió a Túnez . Más tarde esa tarde, la escuadra fue atacada por una docena de bombarderos alemanes Dornier DO-217 cerca de Porto Torres frente al faro de Asinara. El buque insignia de Bergamini, el acorazado Roma, no abrió fuego de inmediato, siguiendo las órdenes del almirante Pietro Badoglio; cuando los barcos abrieron fuego finalmente, los aviones alemanes se mantenían a más de 4.000 m de altura fuera del alcance de los cañones antiaéreos italianos. 
Posteriormente, el acorazado Italia fue alcanzado por una por una bomba guiada Fritz X que no causó graves daños, esta era un arma desconocida para los italianos en ese momento. Seguidamente otra bomba guiada cayó sobre la banda de estribor del acorazado Roma haciéndolo escorarse y perder velocidad, minutos más tarde, una segunda bomba guiada impactó casi verticalmente entre la torre de mando y la torreta n°2 penetrando hasta la quilla del buque lo que detonó los depósitos de municiones haciendo volar la torreta y el puente de mando por los aires, la detonación quebró la quilla y se partió en dos hundiéndose de inmediato.  Bergamini, el capitán del barco Del Cima y otros 1.350 miembros de la tripulación murieron a las 16:12.
Bergamini fue ascendido póstumamente al rango de Almirante de Armada (Ammiraglio d'Armata).

## Legado
Una clase de fragatas polivalentes FREMM de la Armada italiana lleva el nombre Carlo Bergamini.